# Nikolaj Padius
Nikolaj Ivanovič Padius (in russo Николай Иванович Падиус?; Leningrado, 1º settembre 1980) è un ex cestista russo.
Alto 195 cm per 88 kg, giocava come guardia tiratrice.

## Carriera
Con la Russia ha disputato i Campionati europei del 2007.

## Palmarès
- Campionato russo: 1

CSKA Mosca: 2002-03